# 牛大场镇
牛大场镇，是中华人民共和国贵州省黔东南苗族侗族自治州施秉县下辖的一个乡镇级行政单位。

## 行政区划
牛大场镇下辖以下地区：
牛大场村、大坪村、铜鼓村、吴家塘村、金坑村、柳塘村、石桥村、紫荆村和山口村。